# Sanyang (socken i Kina, Henan)
Sanyang (kinesiska: 三阳, 三阳乡) är en socken i Kina. Den ligger i provinsen Henan, i den centrala delen av landet, omkring 51 kilometer nordväst om provinshuvudstaden Zhengzhou. Antalet invånare är 43 344. Befolkningen består av 21 346 kvinnor och 21 998 män. Barn under 15 år utgör 22,0 %, vuxna 15-64 år 69 %, och äldre över 65 år 7,0 %.
Genomsnittlig årsnederbörd är 638 millimeter. Den regnigaste månaden är juli, med i genomsnitt 164 mm nederbörd, och den torraste är december, med 4 mm nederbörd.